# La Bastide-d'Engras
La Bastide-d'Engras là một xã ở tỉnh Gard ở miền nam nước Pháp. Xã này có diện tích 9,85 km², dân số năm 1999 là 191 người. Khu vực này có độ cao trung bình 250 mét trên mực nước biển.